# Runtime
Begrebet runtime anvendes i it-teknisk sammenhæng og betyder: tid, der går, mens computerprogrammet kører. På dansk bruges begreberne kørselstidspunktet og runtime ofte synonymt. 